# 青井岳駅
青井岳駅（あおいだけえき）は、宮崎県都城市山之口町山之口にある、九州旅客鉄道（JR九州）日豊本線の駅である。

## 歴史
- 1916年（大正5年）3月21日：開業[1][2]。
- 1962年（昭和37年）9月20日：貨物取扱廃止[2]。
- 1979年（昭和54年）10月1日：荷物扱い廃止[3]。南宮崎 - 鹿児島駅間CTC化に伴い、無人化[4]。
- 1987年（昭和62年）4月1日：国鉄分割民営化により、九州旅客鉄道（JR九州）の駅となる[2]。
- 2020年（令和2年）10月16日：観光特急「36ぷらす3」が運行を開始。鹿児島中央駅から宮崎駅へ至る金曜ルートにて、当駅が特別停車駅となる（※停車中ホームに降り立つことは可能）。
- 2022年（令和4年）4月1日：宮崎支社の発足により、鹿児島支社から同支社へ移管[5]。
- 2024年（令和6年）3月15日：観光特急「36ぷらす3」の特別停車を終了[6]。
- 2025年（令和7年）3月15日：朝7時台までと夜間（下り18時台・上り19時台以降）の普通列車が通過扱いとなる。

## 駅構造
島式ホーム1面2線を有する地上駅。保線用の留置線を有する。ホームとは跨線橋で連絡している。無人駅。

### のりば

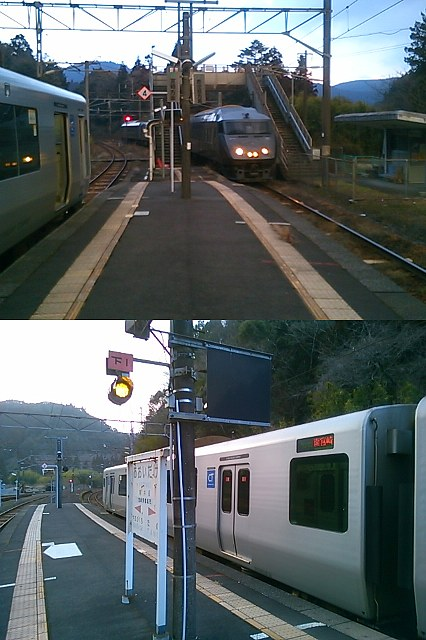
上は宮崎方向。特急きりしま号との行き違い中。跨線橋が後方に見える。下は鹿児島方向。

| のりば | 路線      | 方向 | 行先                 |
| ------ | --------- | ---- | -------------------- |
| 1      | ■日豊本線 | 下り | 都城・鹿児島中央方面 |
| 2      | ■日豊本線 | 上り | 南宮崎・宮崎方面     |

## 利用状況
2015年度の1日平均乗車人員は14人である。
| 年度   | 1日平均 乗車人員 |
| ------ | ---------------- |
| 1996年 | 26               |
| 1997年 | 19               |
| 1998年 | 19               |
| 1999年 | 17               |
| 2000年 | 18               |
| 2001年 | 20               |
| 2002年 | 20               |
| 2003年 | 20               |
| 2004年 | 22               |
| 2005年 | 23               |
| 2006年 | 19               |
| 2007年 | 22               |
| 2008年 | 20               |
| 2009年 | 19               |
| 2010年 | 18               |
| 2011年 | 18               |
| 2012年 | 18               |
| 2013年 | 17               |
| 2014年 | 14               |
| 2015年 | 14               |

## 駅周辺
附近には小さな集落がある。
- 国道269号
- 宮崎自動車道（線路から橋が見える）
- 青井岳温泉[1]
- 天神ダム
- 妙寺ヶ谷川
- 境川

## 隣の駅
九州旅客鉄道（JR九州）
■日豊本線（一部列車は当駅通過）
田野駅 -（門石信号場）-  青井岳駅 - （楠ヶ丘信号場） - 山之口駅